# Баделько, Ольга Сергеевна
Ольга Сергеевна Баделько (бел. Вольга Бадэлька; род. 8 июля 2002, Могилёв) — австрийская, ранее российская и белорусская шахматистка, международный мастер (2019), международный гроссмейстер среди женщин (2019).
Многократная чемпионка Белоруссии в различных возрастных категориях: до 16 — 2017, до 18 — 2017, до 20 — 2016. На чемпионате Европы (2017) в категории до 16 лет — 1-е место.
Участница чемпионата Европы 2017 (2017).
В составе сборной Белоруссии участница двух Олимпиад (2016—2018).
В июле 2021 года участвовала в Кубке мира, в котором вышла в 3-й раунд (1/16 финала), где уступила действующей вице-чемпионке мира Александре Горячкиной.
В августе 2021 года Ольга перешла в Федерацию Шахмат России, а в сентябре выступила на клубном чемпионате Европы в составе команды «Южный Урал», которая заняла первое место. В ноябре 2021 года в Риге она заняла 7-е место на турнире «Большая женская швейцарка ФИДЕ».
В январе 2025 года сменила шахматную федерацию на Австрийскую, став женщиной с самым высоким рейтингом в её составе.

## Изменения рейтинга
| Графики недоступны из-за технических проблем. См. информацию на Фабрикаторе и на mediawiki.org. |